# Mail.ru Group

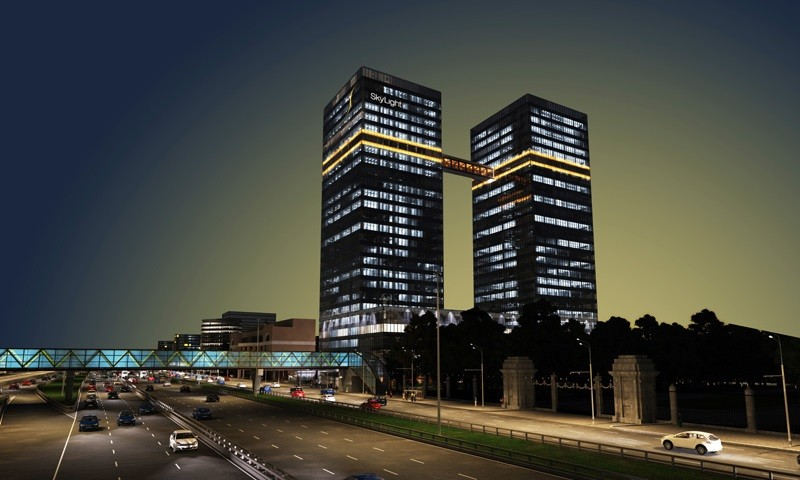
Sede da Mail.ru em Moscou, capital da Rússia

Mail.ru Group, ООО (está listada na Bolsa de Valores de Londres desde 5 de novembro de 2010) é uma empresa ponto com, criada na Rússia. A operação foi iniciada em 1998 como serviço de e-mail e passou a se tornar grande valor corporativo no segmento de língua russa da internet.

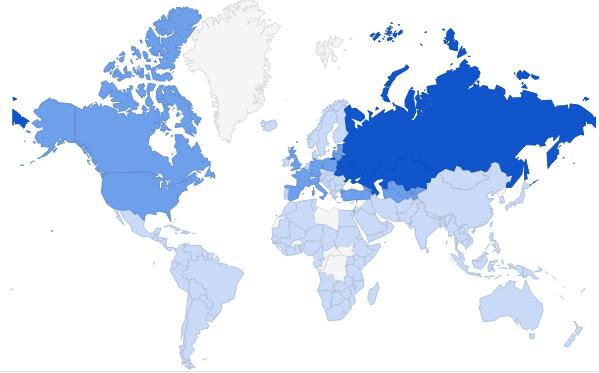
Uso da Mail.ru no mundo.

Em dezembro de 2013, foi o quarto site mais visitado da Rússia e o 31.º do mundo, segundo Alexa.com.

## História
O negócio pertencia originalmente à empresa Port.ru, fundada em 1998 por Eugene Goland, Michael Zaitsev e Alexey Krivenkov como spin-off da DataArt. Recebeu um investimento inicial de um milhão de dólares norte-americanos (USD) do investidor renomado (e campeão de esgrima) James Melcher.
A atividade do Mail.ru se expandiu rapidamente para alcançar a posição de mercado Nº1 na Rússia em 2000. As tentativas de financiar a expansão da empresa em 2000 e 2001 foram frustradas pelo colapso da bolha tecnológica e Mail.ru foi forçada a buscar junção de parceiros.
Em 2001, Yuri Milner, que administrava NetBridge (o dono de marcas menos populares da internet) convenceu o conhecido empresário Igor Linshits para fazer a fusão da empresa Mail.ru com a NetBridge. Posteriormente, Igor Linshits participou ativamente no desenvolvimento da empresa Mail.ru. Em conexão com a fusão, Milner tornou-se diretor executivo da Mail.ru.
A empresa começou a funcionar sob seu nome atual no dia 16 de outubro de 2001. É dirigida por Dmitry Grishin. Desde 2009, sua classificação geral é 29, segundo Alexa.com.
Em 2003, Milner se demitiu da Mail.ru e depois criou uma outra empresa de tecnologia, a Digital Sky Technologies (DST). Em 2006, Igor Linshits vende sua participação na Mail.ru ao Tiger Fund e ao DST, de Milner, por mais de cem milhões de dólares. Em setembro de 2010, a DST mudou seu nome para Mail.ru Group. Dmitry Grishin foi um dos cofundadores da Mail.ru Group.
Em outubro de 2010, a Mail.ru anuncia planos de uma abertura do capital por meio da Bolsa de Londres, com valor superior a cinco bilhões de dólares, oferecendo uma participação de cerca de dezessete por cento da filial. A filial incluirá aproximadamente um quarto das ações detidas do grupo no Facebook. Mail.ru detém o controle acionário do VKontakte (51,99%) e de Odnoklassniki (58%). A empresa contratou Goldman Sachs, JP Morgan, Morgan Stanley e VTB Capital para dirigir o anúncio.
Em Março de 2012, Yuri Milner deixou o cargo de presidente da Mail.ru e do Conselho de Administração. Dmitry Grishin foi eleito para o Conselho de Administração e nomeado como presidente do conselho, mantendo sua posição de CEO. Não houve outras mudanças na administração ou no Conselho.
Em novembro de 2012, foi relatado que o Mail.Ru deixaria de usar os serviços de pesquisa do Google. Migração completa para o uso do seu próprio motor Mail.Ru ocorrendo no verão de 2013.

## Controvérsias
Em 15 de Maio de 2017, Presidente da Ucrânia Petro Poroshenko assinou um decreto para impor uma proibição sobre o Mail.ru e suas redes sociais amplamente utilizadas, incluindo VKontakte e Odnoklassniki como parte de suas sanções contínuas sobre a Rússia pela sua anexação da Crimeia e envolvimento na Guerra em Donbass.